# Parque Lincoln

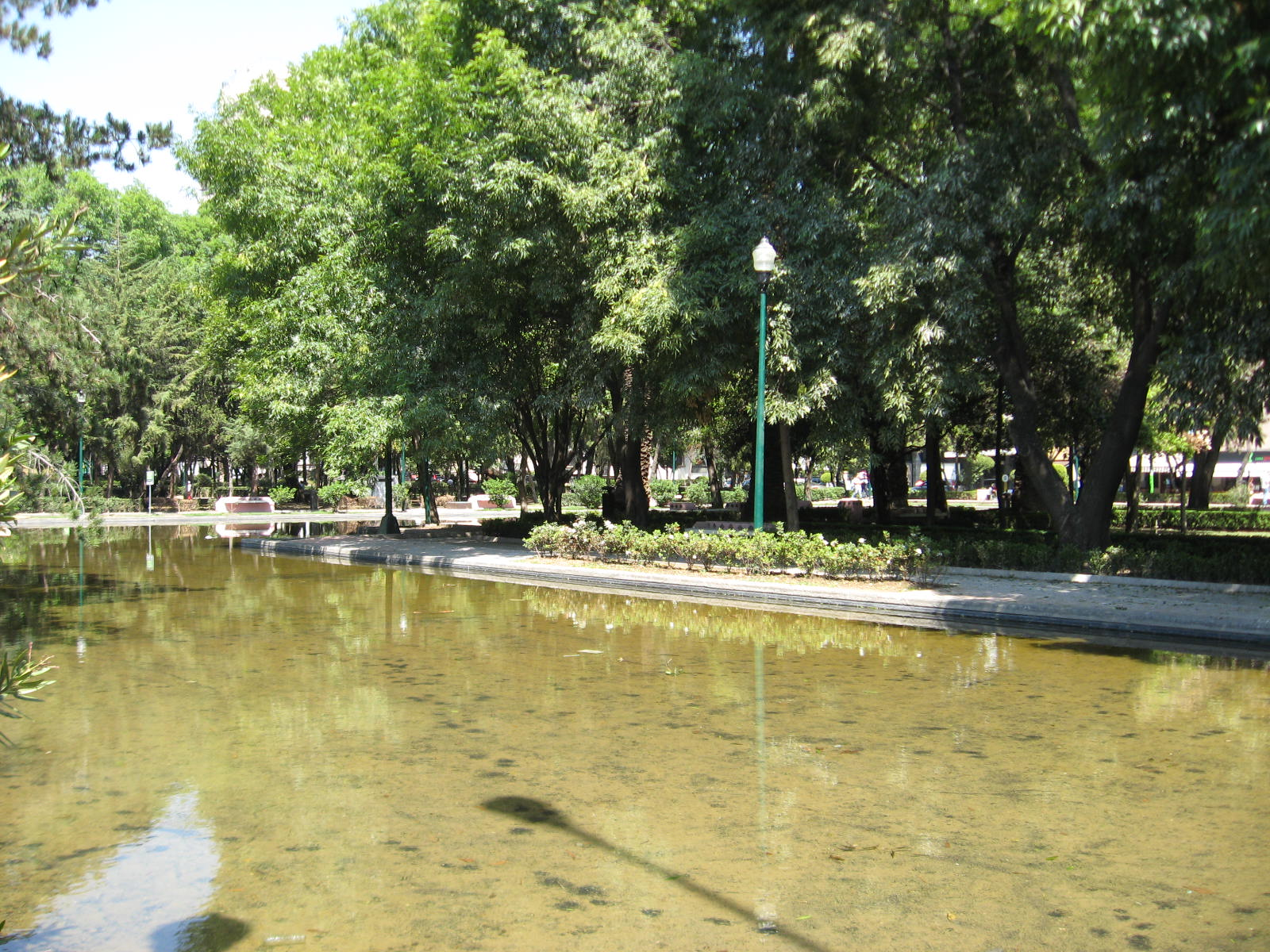
Lago artificial en Parque Lincoln.

El Parque Lincoln es un parque ubicado en la zona sur de Polanco, en la Alcaldía Miguel Hidalgo de la Ciudad de México.
Se encuentra delimitado al norte por la calle Emilio Castelar y al sur por la Calle Luis G. Urbina. Lo atraviesa la avenida Julio Verne de norte a sur.
Éste fue el primer parque que se diseñó para la colonia; el segundo está ubicado sobre la Avenida Horacio frente a la Parroquia de San Agustín. Alrededor del parque se encuentran algunas de las primeras casonas y departamentos construidos en la zona, así como modernos edificios tanto de oficinas como de departamentos. 
Entre sus atractivos se ubican la torre del reloj, símbolo de Polanco, el teatro al aire libre Ángela Peralta, una pequeña zona de aviarios, así como dos espejos de agua ubicados en la zona central del parque. En estos espejos se ha hecho costumbre que los fines de semana se junten los amantes del modelismo náutico y pongan a competir sus modelos, también está el área de los juegos infantiles en donde pueden asistir sólo pequeños de meses de nacidos hasta niños de 15 años, obligadamente acompañados de un adulto.
Se encuentra cercano a una de las primeras zonas comerciales de la colonia y la zona hotelera.
Finalmente el nombre impuesto a ese parque de la capital de México se debe a que Abraham Lincoln es muy apreciado por los mexicanos, por su valiente oposición a la Intervención estadounidense en México (1846 - 1848), antes de ser presidente, cuando era Representante (diputado) del Congreso de Estados Unidos. 
En el parque se encuentra la estatua Abraham Lincoln: The Man una de las tres fundiciones originales de la estatua del mismo nombre hecha por Augustus Saint-Gaudens que se encuentra en el Lincoln Park de Chicago. La estatua fue un regalo de Estados Unidos bajo el gobierno Lyndon B. Johnson al pueblo de México.